# Barranc d'Escalze
El barranc d'Escalze és un barranc del Pallars Sobirà, que neix a la Serra d'Escalze i desemboca al barranc de Besan.